# Eduard I van Bar
Eduard I van Bar (circa 1295 - Famagusta, november 1336) was van 1302 tot aan zijn dood graaf van Bar. Hij behoorde tot het huis Scarpone. 

## Levensloop
Eduard was de zoon van graaf Hendrik III van Bar en diens echtgenote Eleonora, dochter van koning Eduard I van Engeland. In 1302 volgde hij nog als minderjarige zijn vader op als graaf van Bar. Koning Eduard I van Engeland deed een poging om het regentschap van het graafschap Bar bemachtigen, maar uiteindelijk werd het regentschap toegewezen aan zijn drie ooms: heer Jan van Puisaye, bisschop van Luik Theobald van Bar en bisschop van Metz Reinoud van Bar. 
In 1310 huwde hij op vijftienjarige leeftijd met Maria, dochter van hertog Robert II van Bourgondië. Ter gelegenheid van het huwelijk werd Eduard volwassen verklaard en hetzelfde jaar kocht hij de heerlijkheid Stenay over van zijn oom Jan van Puisaye. Tijdens de oorlog met hertog Ferry IV van Lotharingen werd hij in 1313 gevangengenomen bij de Slag bij Frouard. In 1314 werd hij vrijgelaten na het betalen van 90.000 livres losgeld. 
In 1323 was Eduard verantwoordelijk voor de constructie van een hydraulische smederij in Moyeuvre-Grande. In 1324 voerde hij samen met koning Jan van Bohemen, hertog Ferry IV van Lotharingen en bisschop van Trier Boudewijn van Luxemburg een oorlog tegen de stad Metz, omdat de stad haar schulden bij de vier heersers niet wilde terugbetalen. Als compensatie vroeg Eduard I garnizoenen van de stad die zijn troepen moesten aanvullen bij het dispuut tegen de bisschop van Verdun.
In 1336 ging Eduard met markgraaf Filips III van Namen en enkele andere heersers uit het Heilige Roomse Rijk op kruistocht naar het Midden-Oosten. Het schip waarop Eduard zich bevond leed in november 1336 scheepsbreuk voor de kust van Famagusta op Cyprus, waarbij Eduard verdronk.

## Huwelijk en nakomelingen
Eduard en zijn echtgenote Maria hadden twee kinderen:
- Hendrik IV (circa 1315/1320-1344), graaf van Bar
- Eleonora (overleden in 1332), huwde in 1330 met hertog Rudolf van Lotharingen